# Roberto Pucci
Roberto Pucci (Florencia, 29 de mayo de 1464 - Roma, 17 de enero de 1547) fue un eclesiástico italiano.

## Biografía
Hijo de Antonio Pucci y de su segunda mujer Piera di Manetti, era medio hermano de Lorenzo Pucci, que fue cardenal con León X, y tío de Antonio, que lo fue con Clemente VII.  
Las buenas relaciones que los Pucci mantenían con los Médici motivó su ascenso social cuando éstos recuperaron el gobierno de la República de Florencia en 1512, su exilio cuando lo perdieron en 1527 y su restauración cuando en 1532 se fundó el Ducado de Florencia.  En este contexto fue, en distintos periodos, prior de la comuna, senador y gonfaloniero de justicia, tomó parte en algunas acciones bélicas durante las guerras italianas y se desempeñó como embajador de la república.  
Al quedar viudo en 1526 de Dianora di Lenzi, con quien había tenido cuatro hijos, Roberto entró en religión.  
Fue obispo de Pistoia desde 1541 por renuncia en su favor de su sobrino Antonio, y en el consistorio de 1542 el papa Paulo III le creó cardenal de los Santos Nereo y Aquileo, aunque después optó por el título de los Cuatro Santos Coronados.  Penitenciario mayor desde 1545, al año siguiente fue transferido a la diócesis de Melfi.  
Fallecido en 1547, recibió sepultura en la Basílica de Santa Maria sobre Minerva.